# Агва де Анхел (Пењамиљер)
Агва де Анхел (шп. Agua de Ángel) насеље је у Мексику у савезној држави Керетаро у општини Пењамиљер. Насеље се налази на надморској висини од 1404 м.

## Становништво
Према подацима из 2010. године у насељу је живело 18 становника.

### Хронологија
| Година       | 2000 | 2005       | 2010 |
| ------------ | ---- | ---------- | ---- |
| Становништво | 15   | 14 (7 / 7) | 18   |

### Попис
| # | Индикатор                     | Вредност |
| - | ----------------------------- | -------- |
| 1 | Укупно домаћинстава           | 3        |
| 2 | Укупно насељених домаћинстава | 2        |
| 3 | Величина локације             | 1        |